# 잭 히긴스
잭 히긴스(영어: Jack Higgins, 1929년 7월 27일~2022년 4월 9일)는 영국의 소설가 해리 패터슨(영어: Harry Patterson)이 주로 쓰던 필명이다. 60권이 넘는 (장편)소설을 썼다. 대부분 다양한 유형의 스릴러로서, 그의 이름을 널리 알린 《독수리 내려앉다》(The Eagle Has Landed, 1975년)를 포함해 많은 베스트셀러들을 썼다.

## 생애
영국 뉴캐슬어폰타인에서 태어났다. 부모가 이혼 후, 어머니를 따라 북아일랜드 벨파스트로 이주했다. 그곳에서 종교적, 정치적 폭력의 한 가운데서 성장하였다. 벨파스트와 리즈에서 공부에 무관심했던 그는 학업을 중도에 그쳐버렸다. 오히려 군대에서 적성을 찾는 듯했지만(영국군에 입대), 1950년대의 최고사령부소속 기병대(Household Cavalry)로 동독 국경에서 2년간을 하사관으로 복무하는 데 그쳤다. 군복무 중에 자신이 뛰어난 저격솜씨와 상당한 지력(육군 지능테스트에서 147을 기록했다고 한다)을 지녔음을 알았다. 군을 제대한 후 학교로 복귀하여 자동차운전이나 노동을 하여 스스로 벌면서 학업을 계속하였다. 학위를 받은 후 한동안 교사로서 일한 후 1959년부터 소설을 쓰기 시작했다. 초기작품이 성공을 거두면서 생업을 접고 글을 쓰는 데에만 전념하였다. 노년에 채널 제도의 저지섬에서 거주하면서 거의 매년 작품을 발표했으나 2022년 4월 9일 92세의 나이로 별세했다.

## 작업
본명이나 다양한 가명(James Graham, Martin Fallon, Hugh Marlowe)으로 쓰여진 초기저작들은 경쾌하고 뛰어난 작품들이지만 전형적인 영웅에 무자비한 악당이 나오는 그저그런 정도의 스릴러였다. 1959년부터 1974년까지 그런 정도의 작품들을 35권 썼는데 그 중 《East of Desolation》 (1968), 《A Game for Heroes》 (1970) 《The Savage Day》 (1972) 만이 수작이라고 할 수 있다.
잭 히긴스라는 필명을 1960년대부터 써왔지만 히긴스라는 이름에 명성을 부여한 것은 《독수리 내려 앉다》(1975)였다. 그 플롯(독일 특수부대가 영국의 윈스턴 처칠을 납치하려고 침투한다)은 신선했고 독창적이었으며(사실 플롯은 알베르토 카발칸티 Alberto Cavalcanti 의 《잘 지냈나? Went the Day Well?》을 연상시킨다), 등장인물들은 초기작품들에 비해 뚜렷한 깊이가 있었다. 특히 아일랜드군 출신에 시인, 철학자인 리암 데블린(Liam Devlin)이 인상적이었다. 연이어서 야심적인 스릴러들을 발표했는데 그 중 몇 권에 데블린이 등장한다(《Touch the Devil》, 《confessional》, 《The Eagle Has Flown》). 2016년 《The Midnight Bell》을 발표하는 등 작품활동을 하였다.

## 작품 목록

### 연작물(시리즈)
저자가 사용한 필명을 중심으로 구분
Paul Chavasse
- The Testament of Caspar Schultz (1962)
- Year of the Tiger (1963)
- The Keys of Hell (1965)
- Midnight Never Comes (1966)
- The Dark Side of the Street (1967)
- A Fine Night for Dying (1969)
- Day of Judgment (1978)

Simon Vaughn
- The Savage Day (1972)
- Day of Judgement (1979)

Nick Miller (Harry Patterson)
- The Graveyard Shift (1965)
- Brought in Dead (1967)
- Hell Is Always Today (1968)

Liam Devlin
- The Eagle Has Landed (1975)
- Touch the Devil (1982)
- Confessional (1985)
- The Eagle Has Flown (1985)

Dougal Munro and Jack Carter
- Night of the Fox (1986)
- Cold Harbour (1989)
- Flight of Eagles (1998)

Sean_Dillon
- Eye of the Storm (1992)
- Thunder Point (1993)
- On Dangerous Ground (1994)
- Angel of Death (1995)
- Drink with the Devil (1996)
- The President's Daughter (1997)
- The White House Connection (1998)
- Day of Reckoning (2000)
- Edge of Danger (2001)
- Midnight Runner (2002)
- Bad Company (2003)
- Dark Justice (2004)
- Without Mercy (2005)
- The Killing Ground (Feb 2008)
- Rough Justice (Aug 2008)

Rich and Jade (Justin Richards)
- Sure Fire (2006)
- Death Run (2007)
- Sharp Shot (2009)

### 비연작물
- Sad Wind from the Sea (1959) (Harry Patterson)
- Cry of the Hunter (1960) (Harry Patterson)
- The Thousand Faces of Night (1961) (Harry Patterson)
- Comes the Dark Stranger (1962) (Harry Patterson)
- Hell Is Too Crowded (1962) (Harry Patterson)
- The Dark Side of the Island (1963) (Harry Patterson)
- Pay the Devil (1963) ( Harry Patterson)
- Seven Pillars to Hell (1963) (Hugh Marlowe)
- Thunder At Noon (1964) (Harry Patterson)
- Passage By Night (1964) (Hugh Marlowe)
- Wrath of the Lion (1964) (Harry Patterson)
- A Phoenix in the Blood (1964) (Harry Patterson)
- A Candle for the Dead (1966) (Hugh Marlowe)
- The Iron Tiger (1966) ( Harry Patterson)
- East of Desolation (1968)
- In the Hour Before Midnight (1969)
- A Game for Heroes (1970) (James Graham)
- Night Judgement At Sinos (1970)
- The Last Place God Made (1971)
- Toll for the Brave (1971) (Harry Patterson)
- The Wrath of God (1971) (James Graham)
- The Savage Day (1972)
- The Khufra Run (1972) (James Graham)
- A Prayer for the Dying (1973): 죽은 자를 위한 기도(1973)
- The Run to Morning (1974) (James Graham)
- Storm Warning (novel)|Storm Warning (1976)
- The Valhalla Exchange (1976)
- To Catch a King (1979) (Harry Patterson)
- Solo (1980) aka The Cretan Lover
- Luciano's Luck (1981)
- Exocet (1983)
- A Season in Hell (1988)
- Memoirs of a Dance Hall Romeo (1989)
- Sheba (1995)